# 三上彩子
三上 彩子（みかみ さいこ、1948年（昭和23年）11月29日 - ）は、元フジテレビ出身のフリーアナウンサー。

## 来歴・人物
神奈川県鎌倉市出身。東京都立新宿高等学校、お茶の水女子大学理学部卒業後、1971年フジテレビ入社。同期のアナウンサーに大川和彦、須田哲夫、岩崎真純、石毛恭子がいた。1979年3月で退社し、フリーに。
その後、フジテレビアナウンサートレーニング講師を務めていた。

## 出演番組
フジテレビアナウンサー時代の担当番組
| 期間                   | 期間                   | 番組名              | 役職                 |
| ---------------------- | ---------------------- | ------------------- | -------------------- |
| 新人時代（研修終了後） | 新人時代（研修終了後） | FNN奥さまニュース   | シフト勤務キャスター |
| 新人時代（研修終了後） | 新人時代（研修終了後） | FNNお茶の間ニュース | シフト勤務キャスター |
| 1971年10月             | 1977年3月              | 3時のあなた         | 司会                 |
| 1976年6月7日           | 1977年12月2日          | 小川宏ショー        | 司会                 |
| 不明                   | 不明                   | ビジョン討論会      | 進行役               |

フリー転身後の担当番組
- 謎のカーテン!?（日本テレビ）
- 日本列島8時です（TBS）
- 音楽のさざなみ（FM東京）

## 映画
- 人間の証明

## 同期入社
- 沢雄二 - 「報道2001」および「FNNスーパータイム」の元プロデューサー、元公明党所属参議院議員
- 豊田皓 - フジテレビ取締役副会長